# الدوري المقدوني الأول لكرة القدم 2012–13
الدوري المقدوني الأول لكرة القدم 2012–13 هو الموسم 21 من الدوري المقدوني الأول لكرة القدم. أقيم خلال الفترة 11 أغسطس 2012 وحتى 2 يونيو 2013، وأشرف على تنظيمه اتحاد مقدونيا لكرة القدم، وكان عدد الأندية المشاركة فيه 12، وفاز فيه نادي فاردار.